# Edin Bašić
Pour les articles homonymes, voir Bašić.
Ne confondre avec le handballeur yougoslave puis croate Mirko Bašić.

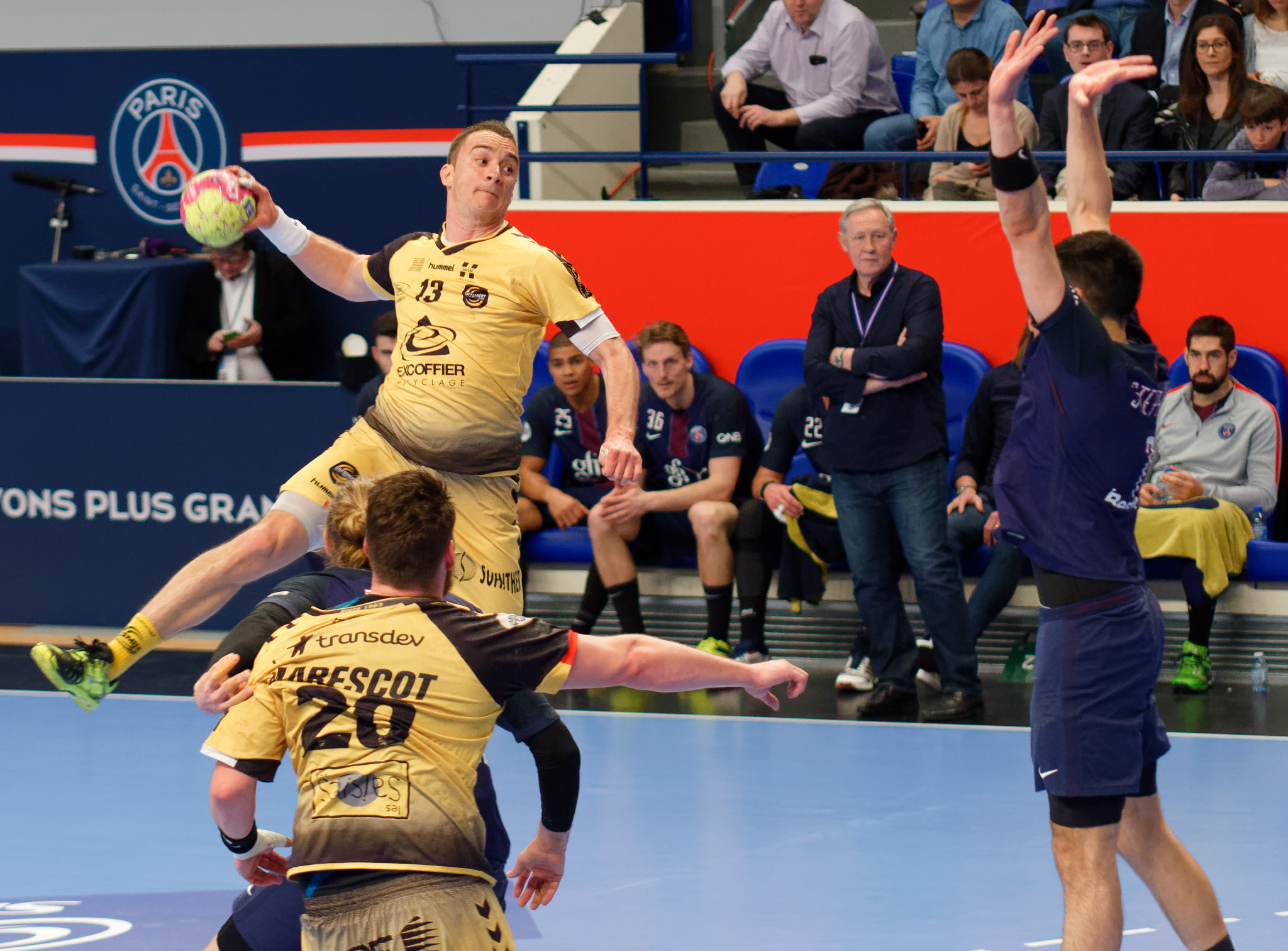
Edin Bašić sous le maillot de Chambéry face au PSG, le 15 mars 2017.

Edin Bašić, né le 4 mai 1979 à Zavidovići, est un ancien joueur international bosnien de handball. Il a joué au poste de demi-centre et a notamment évolué pendant 8 saisons au Chambéry Savoie Mont-Blanc Handball. Depuis 2019, il est sélectionneur adjoint de la Bosnie-Herzégovine.

## Biographie
Edin Bašić nait et grandit à Zavidovići, petite ville à 130 km au nord de Sarajevo. Au début des années 1990, il est confronté à la Guerre de Yougoslavie mais par chance, il est « trop jeune pour participer réellement à cette guerre, pour prendre les armes et être obligé de tirer ». Mais les conditions de vie sont très précaires, au point de se cacher dans les caves : « de 1993 à 1994, c'était une période très dure. On n'avait pas d'électricité, pas d'eau, pas grand-chose à manger. C'était très dur. ». 
C'est ainsi à la fin de ces années de guerre, à 16 ans seulement, qu'il commence le handball au RK Borac Travnik. Ayant déjà pratiqué d'autres disciplines sportives, du football au basket, en passant par le tennis, il atteint rapidement un bon niveau physique et sportif et rejoint à l'âge de 20 ans la Croatie et le RK Zamet Rijeka. 
C'est ensuite sur les conseils de Sead Hasanefendić et de son adjoint à la tête de l'équipe nationale de Bosnie qu'il émigre vers la Suisse, où il passera plus de 8 ans : au TV Endingen pendant 2 ans, puis au TV Suhr pendant 4 ans et enfin au ZMC Amicitia Zurich pour 2 ans et demi. Il terminera deux fois meilleur buteur du championnat de Suisse en 2005, 2006 puis remportera la compétition deux fois en 2008 et 2009.
En décembre 2009, il signe en tant que joker médical au Chambéry Savoie Handball. Avec le club savoyard, il accumule les places d'honneurs derrière le Montpellier Handball et, à titre individuel, est élu à trois reprises meilleur demi-centre du championnat de France.
En février 2017, il s'engage pour une saison avec Chartres à compter du mois de juillet.

## Palmarès

### En club
- Vainqueur du Champion de Suisse (2)[4] : 2008 et 2009 (avec ZMC Amicitia Zurich)
- Vainqueur de la Coupe de Suisse (1) : 2009
- Vainqueur de la Supercoupe de Suisse (1)
- Vice-champion de France (3) : 2010, 2011, 2012
- Finaliste de la Coupe de France (1) : 2011, 2014
- Finaliste de la Coupe de la Ligue (1) : 2011
- Vainqueur du Trophée des Champions (1) : 2013-14
- Demi-finaliste de la Coupe de l'EHF (C3) (1) : 2015-16

### Récompenses personnelles
- Meilleur buteur du championnat de Suisse (2) : 2005, 2006
- Élu meilleur demi-centre du championnat de France (3) : 2010/2011, 2011/2012, 2012/2013
- Meilleur joueur du mois du Championnat de France (2) : septembre 2012[5] et en octobre 2012[6]
- Élu dans l'équipe « 7 France » par le journal L'Équipe en 2013[7].